# Txorni Mis
Txorni Mis (en rus: Чёрный Мыс) és un poble del krai de Khabàrovsk, a Rússia, que el 2012 tenia 197 habitants. Pertany al districte rural de Komsomolsk na Amure.